# Ninh Dân
Ninh Dân là một xã thuộc huyện Thanh Ba, tỉnh Phú Thọ, Việt Nam.
Xã có diện tích 11,46 km², dân số năm 1999 là 6.797 người, mật độ dân số đạt 593 người/km².